# Bennington (Oklahoma)
Bennington és un poble dels Estats Units a l'estat d'Oklahoma. Segons el cens del 2000 tenia 289 habitants.

## Demografia
Segons el cens del 2000, Bennington tenia 289 habitants, 100 habitatges, i 78 famílies. La densitat de població era de 199,3 habitants per km².
Dels 100 habitatges en un 42% hi vivien nens de menys de 18 anys, en un 53% hi vivien parelles casades, en un 22% dones solteres, i en un 22% no eren unitats familiars. En el 20% dels habitatges hi vivien persones soles l'11% de les quals corresponia a persones de 65 anys o més que vivien soles. El nombre mitjà de persones vivint en cada habitatge era de 2,89 i el nombre mitjà de persones que vivien en cada família era de 3,27.
Per edats la població es repartia de la següent manera: un 34,3% tenia menys de 18 anys, un 8,7% entre 18 i 24, un 28% entre 25 i 44, un 16,3% de 45 a 60 i un 12,8% 65 anys o més.
L'edat mediana era de 30 anys. Per cada 100 dones de 18 o més anys hi havia 88,1 homes.
La renda mediana per habitatge era de 17.500 $ i la renda mediana per família de 21.667 $. Els homes tenien una renda mediana de 23.750 $ mentre que les dones 18.750 $. La renda per capita de la població era de 7.414 $. Entorn del 35,3% de les famílies i el 37,9% de la població estaven per davall del llindar de pobresa.

## Poblacions més properes
El següent diagrama mostra les poblacions més properes.